# 基督君王主教座堂 (芽莊)
基督君王主教座堂（法语：Cathédrale du Christ-Roi）是天主教芽莊教區的主教座堂，位于越南海滨城市芽莊。

## 历史
堂区由法国巴黎外方传教会传教士建立于1886年。目前的教堂建于1928年，1930年复活节祝圣，新哥特式风格，隶属于归仁宗座代牧区。
1957年成立芽莊宗座代牧牧区，1960年改为芽莊教区，基督君王堂升为主教座堂。
基督君王主教座堂座落在一座小山上，玻璃窗上描绘的圣徒大多数为法国人，例如圣女贞德。

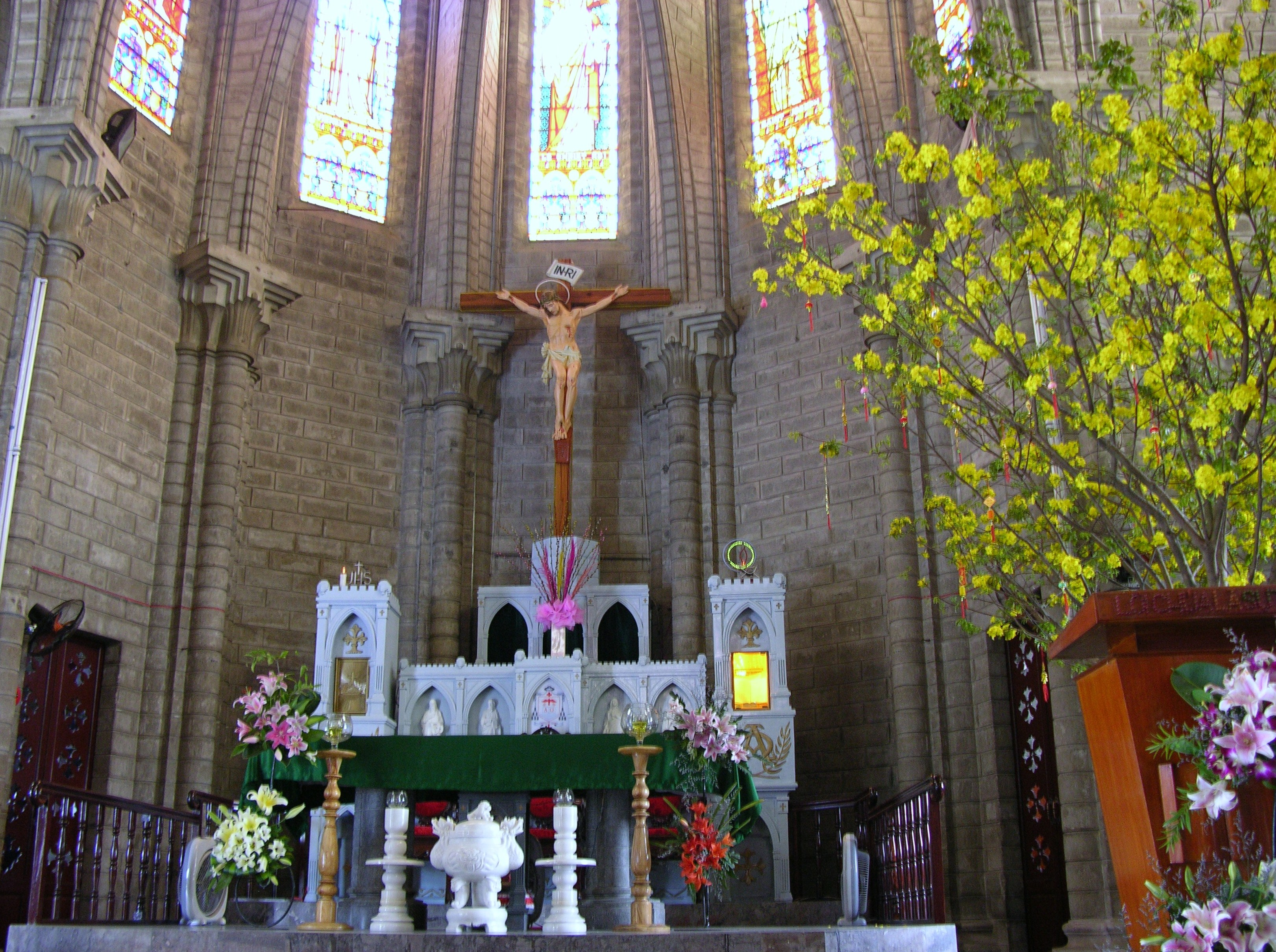
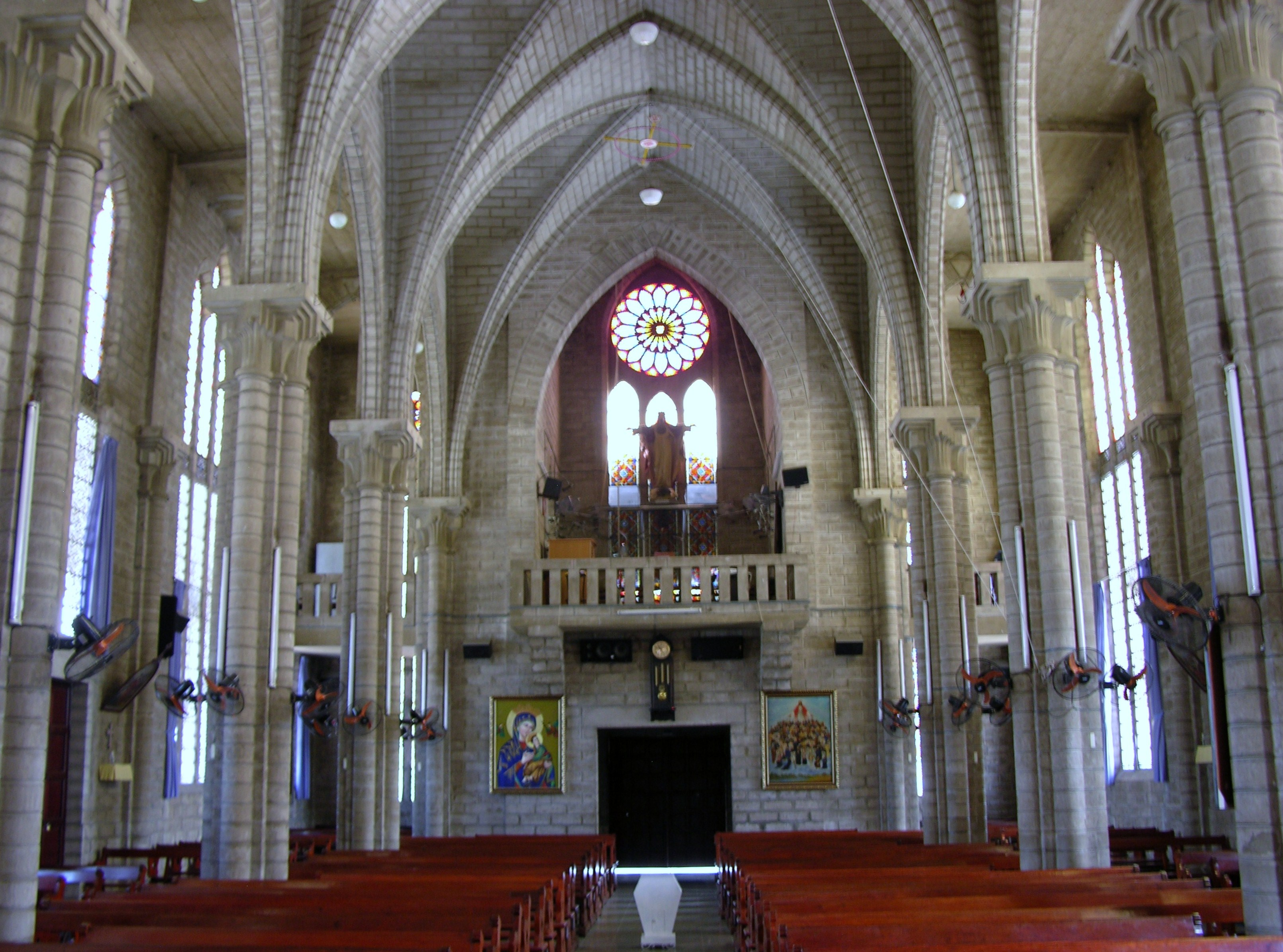
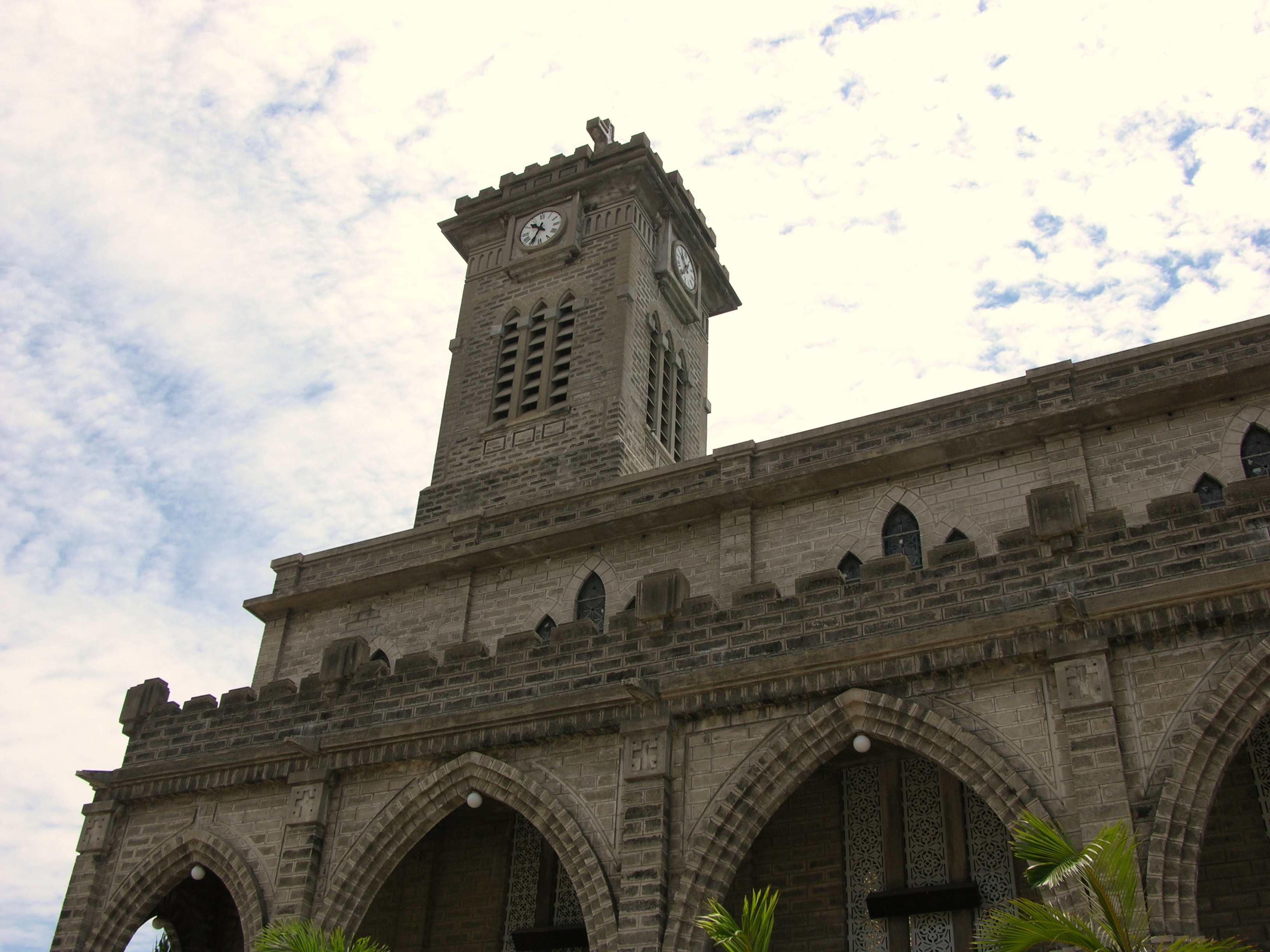
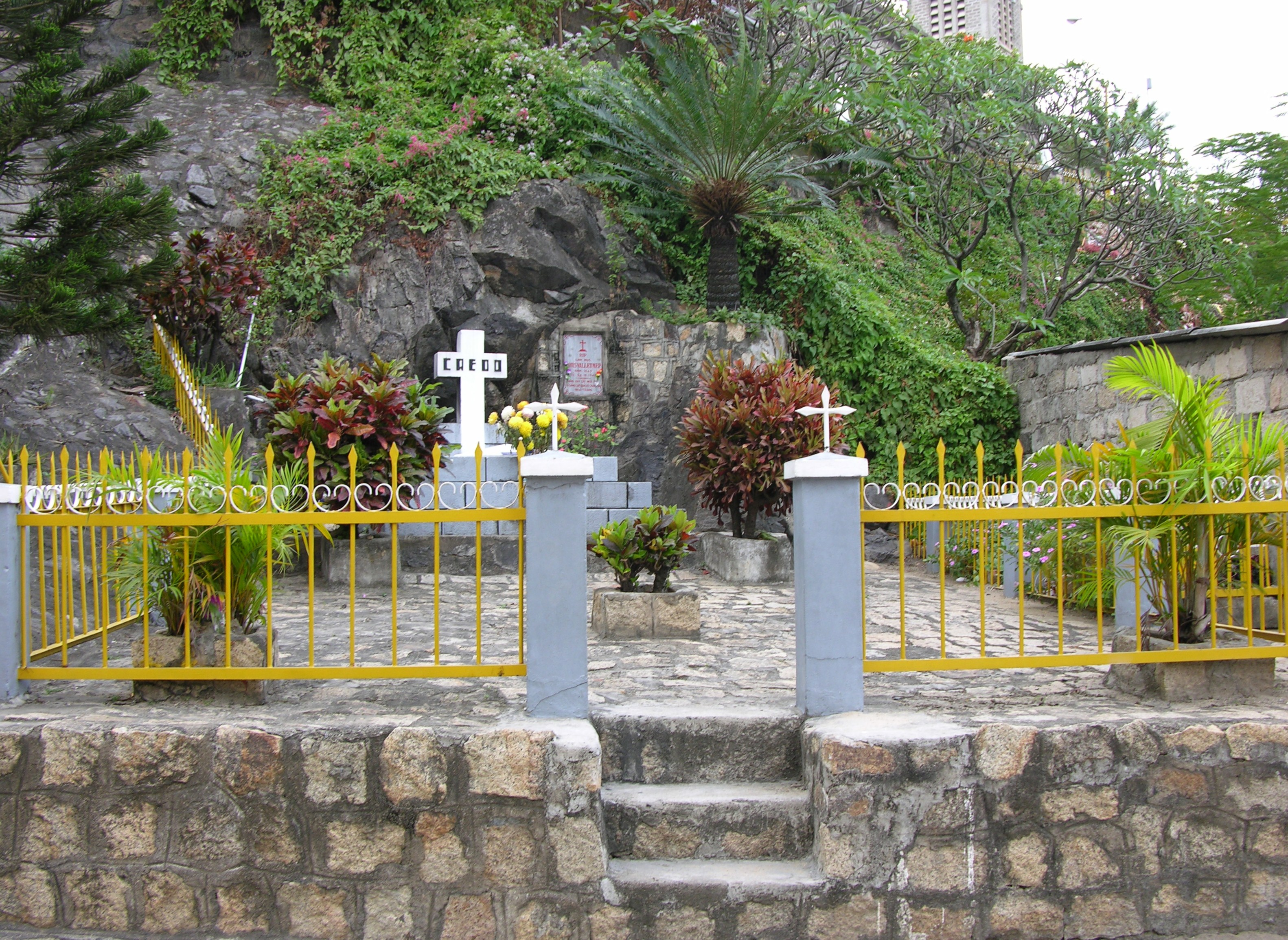